# Danish Siddiqui
Danish Siddiqui (Nuova Delhi, 19 maggio 1980 – Distretto di Spin Boldak, 16 luglio 2021) è stato un fotoreporter indiano.

## Biografia

### Carriera
Danish Siddiqui studiò economia all'Università Jamia Millia Islamia di Delhi e poi ottenne una laurea magistrale in comunicazioni al A.J.K. Mass Communication Research Centre di Jamia nel 2007.
Dopo aver lavorato come corrispondente per diversi telegiornali indiani, nel 2010 si unì a Reuters in veste di fotoreporter e per l'agenzia di stampa britannica seguì e immortalò alcuni eventi di primo piano in Asia e nel Medio Oriente, tra cui la Battaglia di Mosul, il terremoto del Nepal del 25 aprile 2015, il genocidio dei rohingya e la conseguente crisi migratoria, le proteste a Hong Kong del 2019-2020 e le rivolte a Delhi del 2000.
Capo della sezione indiana di Reuters, nel 2018 fu uno dei fotografi dell'agenzia ad essere insignito del Premio Pulitzer per il miglior servizio fotografico per aver documentato la situazione dei Rohingya. Nel 2022 ha vinto un secondo Premio Pulitzer, ricevuto postumo, per aver documentato la pandemia di COVID-19 in India.

### La morte
Siddiqui è stato ucciso il 16 luglio 2021 mentre documentava i combattimenti tra le truppe afgane e i talebani nel distretto di Spin Boldak. Per quanto le dichiarazioni iniziali degli ufficiali afgani e dei talebani avessero affermato che l'uccisione del fotografo fosse stata accidentale e causata dal fuoco incrociato, il 29 luglio del 2021 il Washington Examiner ha pubblicato un articolo in cui si afferma che la morte di Siddiqui non fu un incidente, bensì un'esecuzione. Stando alle fonti anonime riportate dal giornalista Michael Rubin, il fotografo sarebbe stato attaccato dai talebani nella moschea in cui si era recato per ricevere i primi soccorsi e, dopo essere stato identificato dai fondamentalisti afgani, fu giustiziato.

### Vita privata
Siddiqui era musulmano. Era sposato con Rike, cittadina tedesca, con cui ebbe due figli.

## Le  fotografie
Una fotografia scattata durante le rivolte di Delhi del 2020-  che documenta il linciaggio di un uomo musulmano da parte di una folla indù - è stata descritta da Reuters come una delle fotografie che definiscono l'anno. BBC News, National Public Radio e The Caravan hanno notato che era l'immagine distintiva della rivolta. Un'altra fotografia, scattata da un attivista adolescente di destra che brandisce una pistola contro i manifestanti mentre la polizia guardava, è diventata la prova dell'"emboldening dei nazionalisti indù" sulla scia del Citizenship (Amendment) Act, 2019.
Le sue foto che ritraggono cremazioni di massa di vittime Covid-19 in India hanno generato indignazione tra i nazionalisti indù.